# Marie-Anne de Mailly-Nesle

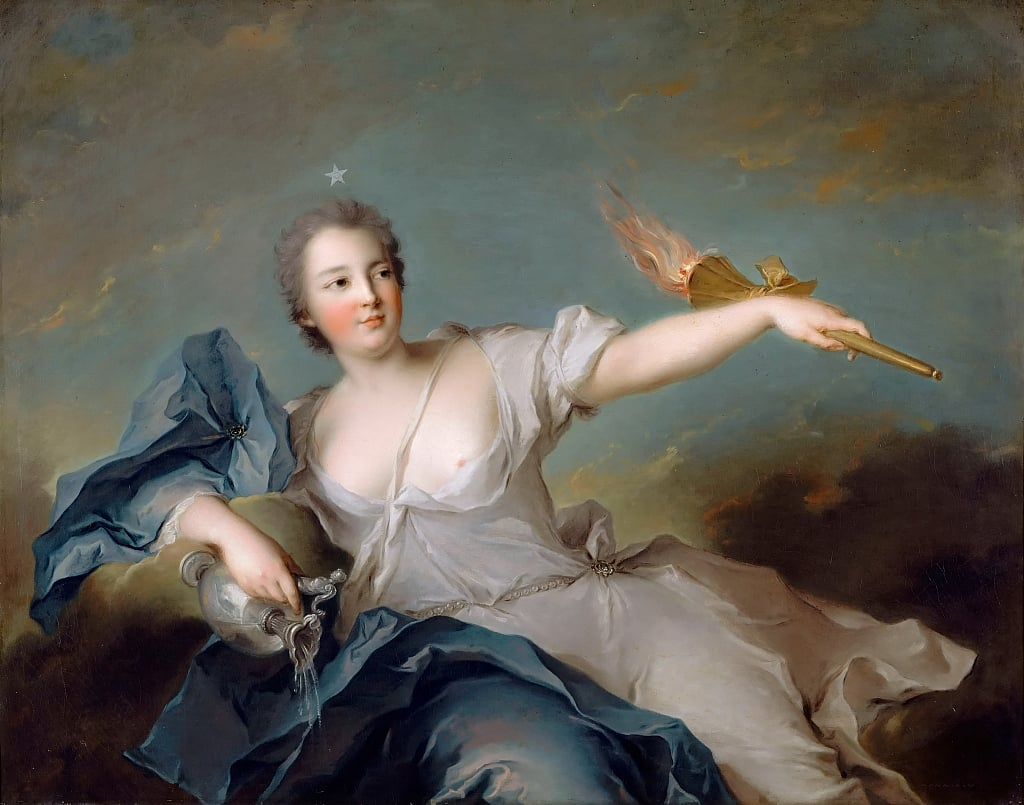
Marie-Anne de Mailly-Nesle, Gemälde von Jean-Marc Nattier

Marie-Anne de Mailly-Nesle, Duchesse de Châteauroux (* 5. Oktober 1717 in Paris; † 8. Dezember 1744 in Paris) war eine Mätresse des französischen Königs Ludwig XV.

## Herkunft
Marie-Anne war die jüngste Tochter von Louis III. de Mailly (1689–1767) und seiner Frau Armande Félice de La Porte Mazarin (1691–1729), Enkelin von Hortensia Mancini. Ihre vier älteren Schwestern waren Louise Julie, Comtesse de Mailly, Pauline-Félicité, Marquise de Vintimille, Diane-Adélaïde, Duchesse de Lauraguais und Hortense-Félicité, Marquise de Flavacourt.

## Aufstieg zur Mätresse Ludwigs XV.
Marie-Anne wird als die hübscheste der fünf Töchter des Louis III. de Mailly-Nesle beschrieben. Als fünfzehnjähriges Mädchen wurde sie die Gattin des Marquis Louis de la Tournelle, der bereits 1740 starb. Im gleichen Jahr begegnete sie im Haus des Herzogs von Antin in Petit-Bourg zum ersten Mal Ludwig XV., der laut ihre Schönheit bewunderte. Gemeinsam mit ihrer Schwester Hortense-Félicité wohnte sie damals bei ihrer Tante mütterlicherseits, der Herzogin von Mazarin. Nach deren Tod mussten die beiden Schwestern auf Befehl des Erben der Verstorbenen, des Grafen Maurepas, ausziehen und wurden auf ihre Bitten hin von ihrer älteren Schwester Louise Julie, der damaligen Mätresse Ludwigs XV., an den Königshof nach Versailles geholt (1742). Dort übernahm Marie-Anne die Stelle der verschiedenen Herzogin von Mazarin.
Der als Frauenverführer bekannte Herzog von Richelieu wollte damals in höhere politische Ämter aufsteigen. Zu diesem Zweck suchte er die königliche Mätresse Louise Julie, die ihm nicht wohlgesinnt war, loszuwerden und an ihrer Stelle ihre schöne, willensstarke Schwester Marie-Anne zur neuen Geliebten Ludwigs XV. zu machen. Allerdings unterhielt Marie-Anne ein Verhältnis mit einem Neffen Richelieus, dem Grafen von Agenois. Diese seinen Plänen hinderliche Beziehung beendete Richelieu mit einer Intrige: Nach seinem Plan wurde sein Neffe zur Armee versetzt und von einer ränkevollen Frau verführt. Die Liebesbriefe des Grafen von Agenois an diese Dame wurden dann Marie-Anne zur Kenntnis gebracht, die daraufhin wie von Richelieu gewünscht ihre Beziehung beendete.
Nun war Marie-Anne bereit, bei Richelieus Vorhaben mitzuspielen, wollte aber keinesfalls eine nur heimliche Beziehung mit dem König eingehen und lehnte es ab, sich ihm sofort hinzugeben. Sie forderte zuvor von ihm, sie zur Maîtresse en titre zu ernennen, erwartbare gemeinsame Kinder anzuerkennen, einen eigenen Hofstaat sowie beträchtliche Einkünfte zu erhalten und ihre Schwester Louise Julie aus Versailles zu verbannen. Außerdem wollte sie, dass der König ihr den Hof machte, was dieser aufgrund seiner Stellung noch nie bei einer Frau für nötig erachtet hatte. Daher zögerte der französische Herrscher, obwohl er auf Initiative Richelieus bereits Feuer für Marie-Anne gefangen hatte. Richelieu erreichte durch weitere Intrigen, dass die sich sträubende Louise Julie schließlich am 3. November 1742 Versailles für immer verließ. Doch auch nach dem Abgang ihrer Schwester zögerte Marie-Anne zur Empörung Richelieus ihre Hingabebereitschaft an den Monarchen noch gut einen Monat hinaus, um dessen Verlangen noch zu steigern. Sie gab dem Begehren des Königs erst auf ihrer dritten gemeinsamen Reise zum schönen, an der Seine gelegenen Schloss Choisy nach.
1743 verhielt sich Marie-Anne dem König gegenüber einmal abweisend, dann wieder hingebungsvoll und suchte seine Eifersucht zu erwecken, indem sie sich stellte, als sei sie noch in den Grafen von Agenois verliebt. Sie verstand es auch, alte Freunde des Königs durch ihr ergebene Personen zu ersetzen und so den Monarchen noch stärker von ihr abhängig zu machen. Ihre zwei Schwestern Diane-Adélaïde und Hortense-Félicité unterstützten sie bei der Unterhaltung des Königs.
Im Oktober 1743 verlieh Ludwig XV. Marie-Anne den Titel einer Herzogin von Châteauroux, der ihr Ansehen und beträchtliche finanzielle Erträge einbrachte. Falls sie ohne männliche Erben versterben würde, sollte das Herzogtum an die Krone zurückfallen. Sie war nun auch offizielle Favoritin und genoss weitere Ehrenrechte. Am 22. Oktober 1743 wurde sie in ihrer neuen Rolle am Hof präsentiert und von der indignierten Königin Maria Leszczyńska zum Erhalt der königlichen Gunstbeweise beglückwünscht. Im Glanz ihrer neuen Macht führte sie sich sehr hochmütig, auch gegenüber der Königin, auf.

## Politische Einflussnahme
Die Schriftstellerin Claudine Guérin de Tencin, die in Paris einen berühmten literarischen Salon unterhielt, suchte die Karriere ihres geliebten Bruders, des Kardinals Pierre Guérin de Tencin, durch Intrigen zu fördern. Dieser hatte nach dem Tod des Regierenden Ministers, Kardinal André-Hercule de Fleury (29. Jänner 1743), bei Ludwig XV. an Einfluss verloren. Nun wandte sich seine Schwester an ihren ehemaligen Geliebten, Herzog Richelieu, damit er Marie-Anne überredete, dass sie sich beim König für Kardinal Tencin einsetzte. Im Erfolgsfall würde der Kardinal im Gegenzug für die Aufnahme Richelieus in den Kronrat sorgen.
Nach dem Ausbruch des Österreichischen Erbfolgekrieges (1740) hatte sich Ludwig XV. nach kurzem Zögern auf die Seite der Feinde Maria Theresias gestellt, aber nach Anfangserfolgen hatte sich das Kriegsglück von ihm abgewendet. Frankreich erlitt u. a. aufgrund der Uneinigkeit seiner Generäle schwere Niederlagen, etwa am 27. Juni 1743 bei der Schlacht bei Dettingen in Bayern. Aufgrund dieser militärischen Misserfolge überredeten die Marquise de Tencin und Richelieu die Herzogin von Châteauroux, ihren Einfluss auf Ludwig XV. dazu zu verwenden, dass der Monarch selbst mehr Regierungsverantwortung übernahm und das Heer persönlich in die Schlacht führte. Ähnlich wie früher ihrer Schwester Pauline-Félicité gefiel es auch Marie-Anne, sich mehr in die Politik einzumischen und sie ermunterte den König, sich militärische Lorbeeren als Feldherr zu verdienen. Ihren politisch größten Erfolg erreichte sie durch ein Bündnis, das Ludwig XV. auf ihr Betreiben mit Friedrich II. im Jahr 1744 abschloss. Der preußische König würdigte ihren Beitrag beim Zustandekommen dieses Pariser Allianzvertrages sogar durch ein an sie gerichtetes Dankesschreiben.
Im Mai 1744 eröffnete Ludwig XV. einen Einfall in den österreichischen Teil Flanderns und übernahm dabei selbst den Oberbefehl. Soldaten und Bevölkerung empfingen ihn bei seinem Eintreffen in Lille enthusiastisch und der Feldzug gestaltete sich anfangs erfolgreich. Marie-Anne hatte Angst, ihren Einfluss auf den Monarchen zu verlieren und wollte auch an eventuellen Siegen teilnehmen können. So bewog sie den König, dass sie ihn während der Militäroffensive begleiten durfte und kam zusammen mit ihrer Schwester Diane-Adélaïde am 8. Juni 1744 in Lille an. Doch die Liaison Ludwigs XV. mit den diversen Töchtern von Louis III. de Mailly-Nesle war den Franzosen schon lange ein Dorn im Auge und so wurden die Mätresse und ihre Schwester sehr unfreundlich begrüßt und geschmäht. Auch die Soldaten waren mit dem Eintreffen der beiden Herzoginnen nicht glücklich. Der König zog es daher vor, allein einige bedeutende Städte Flanderns zu inspizieren.
Als österreichische Truppen die Ostgrenze Frankreichs bedrohten, zog der König mit seiner Mätresse und dem Hauptheer nach Metz, aber unterwegs schlug Marie-Anne immer wieder der Unmut der Bürger entgegen. Während Ludwig XV. auf den früheren Stationen seines Feldzuges zur Vermeidung von zu viel Aufsehen getrennt von seiner Geliebten logiert hatte und ihre Unterkünfte durch eigens erbaute Gänge miteinander hatte verbinden lassen, lebte er nun in Metz, wo er am 4. August 1744 eintraf, sein Verhältnis mit ihr offen aus. Er ließ sogar eine Holzbrücke von seiner Residenz zum benachbarten Aufenthaltsort seiner Mätresse errichten, damit sie ihn besuchen konnte, ohne dabei beobachtet zu werden. Viele Franzosen betrachteten dieses Verhalten ihres Königs als Skandal.
In Metz befiel den König am 9. August starkes Fieber. Zunächst wurde er von Marie-Anne und ihrer Schwester gepflegt. Sie verhinderten anfangs, dass hohe staatliche Würdenträger ihn besuchten und von der Schwere seiner Krankheit informierten. Nicht zu Unrecht befürchteten sie nämlich, dass der König im Bewusstsein, womöglich bald sterben zu müssen, beichten und Sakramente erhalten wollte, was seine vorherige Trennung von seiner Mätresse vorausgesetzt hätte. Am 12. August musste Marie-Anne aber zulassen, dass Herzog François de Fitz-James, Bischof von Soissons, von der Todesgefahr Ludwigs XV. informiert und hohen Funktionären der Zutritt zum Bett des Monarchen gestattet wurde. Einen Tag später bat der König den Beichtvater zu sich und gab dann seine Trennung von Marie-Anne bekannt. Der Bischof von Soissons bestand auf der Abreise der Mätresse und ihrer Schwester aus Metz; erst danach würde er dem schwerkranken König die Kommunion erteilen. In der Angst, von einer Volksmenge gelyncht zu werden, verließen Marie-Anne und Diane-Adélaïde Metz in einer Kutsche versteckt und hatten sich auf der Heimreise nach Paris Kränkungen und Einschüchterungsversuche gefallen zu lassen. Inzwischen musste der König vor dem Bischof von Soissons bekennen, dass er unwürdig gelebt habe und sein Volk dafür um Verzeihung bitte. Bald nach diesem ihm abgepressten, entwürdigenden Schuldeingeständnis erholte sich Ludwig XV. aber wieder von seiner Krankheit und kehrte im November 1744 bejubelt in die Hauptstadt zurück.

## Tod
Heimlich traf der König seine verstoßene Geliebte, Marie-Anne, wieder und wollte sie erneut ehrenvoll als Mätresse bei Hof einführen. Sie wollte Rache für die erlittenen Demütigungen üben. Insbesondere verlangte sie den Sturz ihres verhassten Cousins, des Grafen Maurepas, der sich an ihrer Verstoßung öffentlich geweidet hatte. Diese Forderung konnte sie beim König nicht durchsetzen, doch musste sich Maurepas zu der Demütigung erniedrigen, sie persönlich zu informieren, dass sie wieder nach Versailles zur Rückkehr in ihre alte Stellung eingeladen werde. Bald darauf wurde sie aber plötzlich von einem heftigen Fieber und danach von einer Lungenentzündung befallen. Die Ärzte verordneten Aderlässe, die jedoch ihre Krankheit nur verschlimmerten. Am 8. Dezember 1744 verschied Marie-Anne. Sie war nur 27 Jahre alt geworden. Gerüchte, dass sie vergiftet worden sei, entbehrten jeglicher Beweise und wurden durch eine Obduktion der Verstorbenen nicht erhärtet. Rasch wurde sie in einem heimlichen Begräbnis beigesetzt, damit ihr Leichnam nicht wie im Fall ihrer Schwester Pauline-Félicité geschändet werden konnte. Der König war tief betrübt, aber nach einigen Monaten nahm er Madame de Pompadour zur neuen Mätresse.